# Gaspar Libedinsky
Gaspar Libedinsky (Buenos Aires, 27 de octubre de 1976) es un artista plástico y arquitecto argentino.

## Biografía
Gaspar Libedinsky estudió arquitectura en la Architectural Association School of Architecture de Londres, donde fue premiado en 1999 con el Runner-Up Part 1 Medal del Royal Institute of British Architects, galardón a estudiantes de arquitectura del Reino Unido. Fue galardonado con la Beca Kuitca/UTDT, programa del que participó durante 2010-11. Trabajó en el diseño del Campus Universitario del Illinois Institute of Technology (IIT) de Chicago en el estudio Rem Koolhaas/OMA en Rotterdam. Fue diseñador del parque High Line de Manhattan, para el estudio Diller Scofidio + Renfro en Nueva York. Libedinsky fue profesor en Harvard (EE. UU.), en la Architectural Association y en la Universidad de San Andrés de Buenos Aires.

## Obra
Su obra se caracteriza por utilizar materiales ordinarios, como trapos de limpieza, plumeros, escobillones, de tal forma que les asigna un nuevo significado. Convierte así objetos comunes y ordinarios en herramientas de reflexión frente a lo cotidiano. Se trata de la "transformación de lo ordinario en extraordinario", y descubre "el deseo intrínseco de los elementos por una vida más elevada". Su obra abarca desde felpudos que se convierten en pantuflas aladas (Arquitectura para el cuerpo-2010), como trajes y uniformes realizados con multitud de trapos (Mister Trapo 2010-2011), plumeros que regresan a su origen (La economía circular del avestruz 2019-2022), hasta arrecifes formados a partir de cerdas de plástico reciclado (El origen de las especies, 2020; Arrecife, 2022). En 2022 se realizó una muestra retrospectiva de su obra, Casa Tomada, a la que asistieron más de 200.000 personas, convirtiéndose en "la exposición más visitada en la historia del Museo Nacional de Arte Decorativo".

## Exposiciones
- 2022. Casa Tomada. Exposición retrospectiva. Museo Nacional de Arte Decorativo de Buenos Aires.[8]
- 2021. Arrecife para vestir. Praxis-Buenos Aires.[9]
- 2018. Formas artísticas de la naturaleza. Praxis-Buenos Aires.[10]
- 2014. Biennale d’art contemporain de Rennes – PLAYTIME.[11]
- 2013. Productos Caseros. Museum of Contemporary Arts- Denver.[12]